# Andreas Thom
Andreas Thom (Rüdersdorf bei Berlin, 7 settembre 1965) è un allenatore di calcio ed ex calciatore tedesco, di ruolo attaccante,  responsabile del settore giovanile dell'Hertha Berlino.
Fu uno dei pochi giocatori ad aver giocato sia per la Germania Est che per la Germania.

## Carriera

### Giocatore

#### Club
Iniziò la carriera nella Dinamo Berlino, squadra tedesco-orientale che dominò la scena calcistica della Germania Est fino al 1988, grazie anche all'aiuto della Stasi. Con essa il calciatore vinse ben 5 titoli nazionali (1984, 1985, 1986, 1987, 1988) mentre nel 1988 fu capocannoniere del campionato e calciatore tedesco-orientale dell'anno.
Dopo la caduta del muro di Berlino, Thom fu uno dei primi giocatori a trasferirsi in una squadra dell'"Ovest"; la sua destinazione fu il Bayer Leverkusen, che per averlo pagò circa 2,5 milioni di marchi alla compagine berlinese. Successivamente giocò in Scozia nel Celtic e terminò la carriera nell'Hertha Berlino allenato dal suo ex compagno di squadra Falko Götz.

#### Nazionale
Thom giocò dal 1984 al 1990 per la Germania Est e disputò 51 partite andando a segno in 16 occasioni. Con la Germania giocò dal 1990 al 1994 segnando 2 reti in 10 match e partecipò inoltre al campionato d'Europa 1992.

### Allenatore
Fu per circa due settimane allenatore dell'Hertha Berlino (dal 4 al 17 dicembre 2002).

## Palmarès

### Giocatore

#### Club
- Campionato tedesco orientale: 5

Dinamo Berlino: 1983-1984, 1984-1985, 1985-1986, 1986-1987, 1987-1988
- Coppa della Germania Est: 2

Dinamo Berlino: 1987-1988, 1988-1989
- DFV-Supercup: 1

Dinamo Berlino: 1989
- Coppa di Germania: 1

Bayer Leverkusen: 1992-1993
- Campionato scozzese: 1

Celtic: 1997-1998
- Coppa di Lega scozzese: 1

Celtic: 1997-1998
- Coppa di Lega tedesca: 1

Hertha Berlino: 2001

#### Individuale
- Capocannoniere del campionato tedesco orientale: 1

1987-1988
- Calciatore tedesco orientale dell'anno: 1

1988